# Vườn quốc gia Pan de Azúcar
Vườn quốc gia Pan de Azúcar là một vườn quốc gia nằm giữa ranh giới của hai vùng Antofagasta và Atacama, Chile. Nó nằm cách 30 km về phía bắc Chañaral và 180 km về phía bắc của thành phố Copiapó. Được thành lập vào năm 1985, nó có diện tích 437,54 km² (trong đó có 1,1 km² của đảo Pan de Azucar). Vườn quốc gia này có tầm quan trọng xuất phát từ sự đa dạng tương đối của các loài. Trong đó, ảo Pan de Azucar là một nơi trú ẩn quan trọng của loài Chim cánh cụt Humboldt.
Có hơn 20 loài cây xương rồng trong khu vực này, chủ yếu là của các loài của chi Copiapoa. Động vật bao gồm Lạc đà thảo nguyên lớn, Cáo Nam Mỹ, Cáo xám Argentina, Thỏ rừng châu Âu. Khu vực bờ biển là nhà của nhiều loài động vật và chim biển. Ngoài Chim cánh cụt Humboldt thì tại đây còn có Rái cá biển Nam Mỹ, Sư tử biển Nam Mỹ và Bồ nông Peru. Ngoài ra các loài bò sát của chi Tropidurus và Callopistes cũng có mặt tại đây.

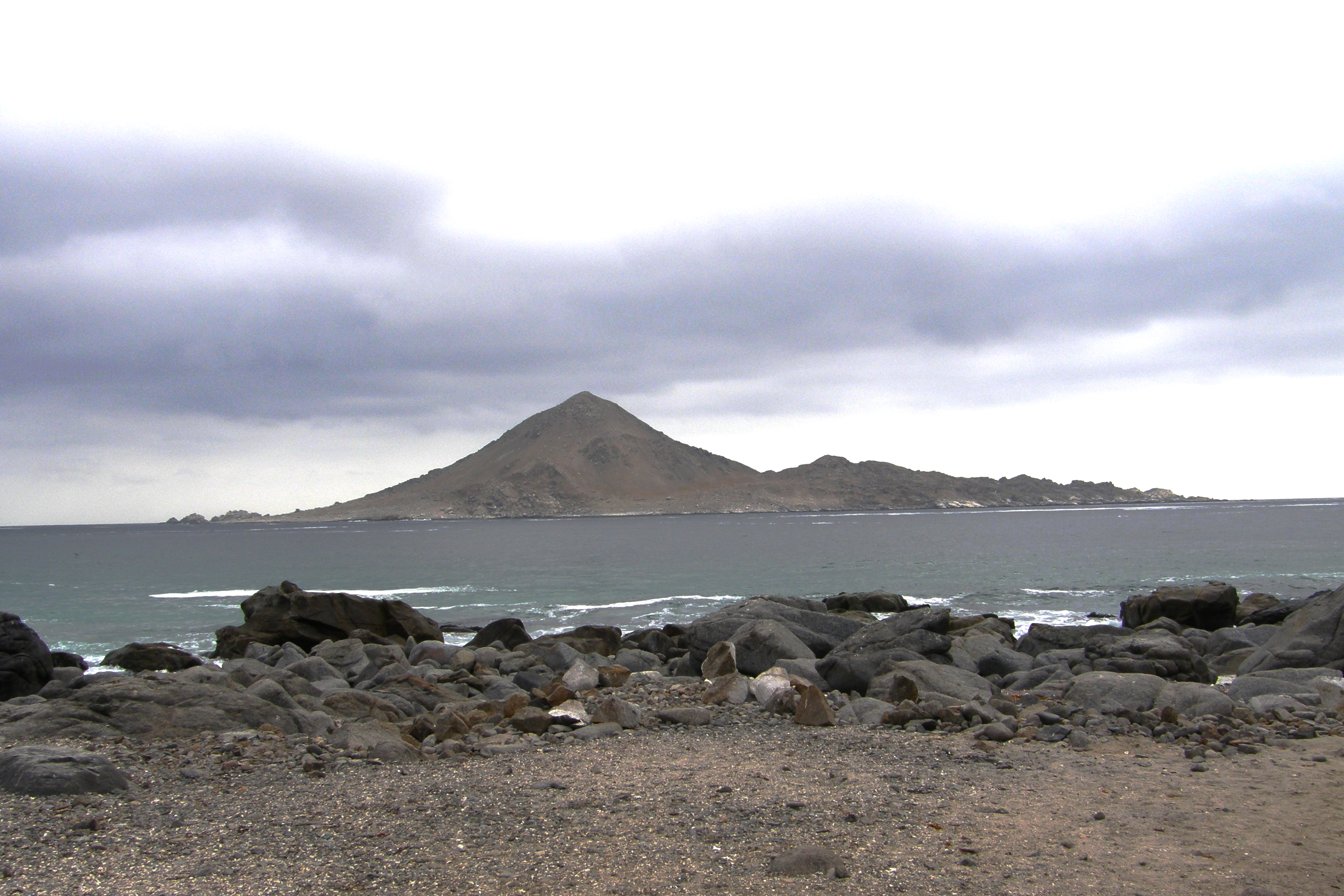
Đảo Pan de Azúcar

Vườn quốc gia có Caleta Pan de Azucar là một khu định cư ngư dân nhỏ, cũng là những người phục vụ du lịch địa phương. Họ được làm việc ở đây, hướng dẫn du lịch và chuyên chở khách du lịch bằng thuyền. 